# Karaibowie

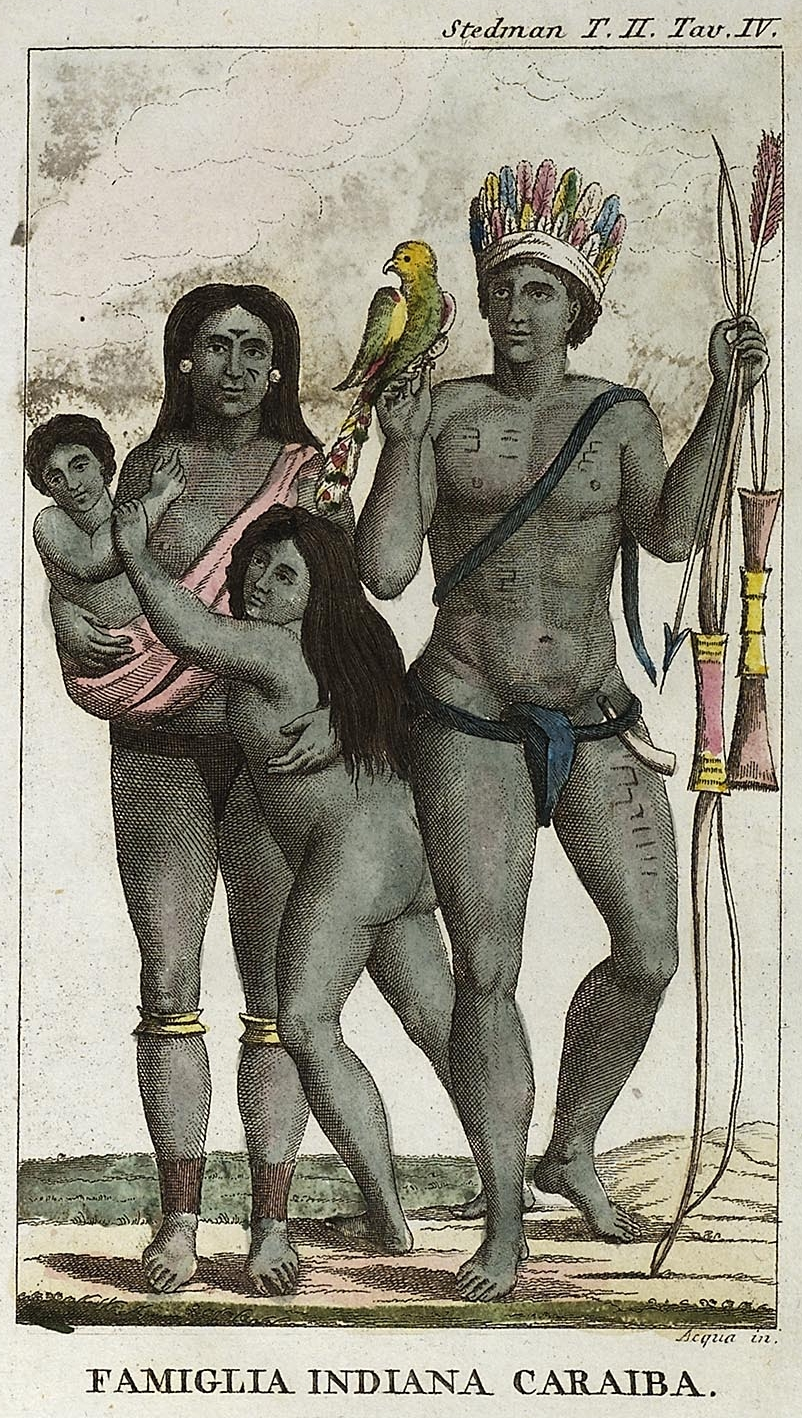
Rodzina karaibska (autorstwa Johna Gabriela Stedmana)

Karaibowie (Karibowie) – plemiona indiańskie zamieszkujące Wyspy Antylskie i północne terytoria Ameryki Południowej.

## Historia
Karaibowie pojawili się Antylach na przełomie XIV–XV wieku, przybyli z dorzecza Amazonki i Orinoko. Dzielili się na około 70 plemion. Należeli do karaibskiej grupy językowej. Pierwotnie należeli do kopieniaczy. Uprawiali kukurydzę, maniok jadalny, bataty, trudnili się rybołówstwem i garncarstwem, a także piractwem. Bywali oskarżani o kanibalizm, który miał jednak maleć w XVI wieku i stopniowo zanikać. Antylskie grupy Karaibów zostały wybite przez europejskich kolonizatorów. Podstawą ich wierzeń był animizm.
Łączyli się z Arawakami. Obecnie populacja Karaibów liczy ogółem ok. 160 tys. (stan na 1985 r.) i zamieszkują tereny znajdujące się na Dominice, w Surinamie, Gujanie, Gujanie Francuskiej oraz Wenezueli, Kolumbii i północnej Brazylii.